# Peter Kay's Car Share
Peter Kay's Car Share é uma sitcom britânica criada por Paul Coleman e Tim Reid e estrelada por Peter Kay. Estreou em 29 de abril de 2015 na BBC One. O programa ganhou diversos prêmios como de Melhor Comédia no National Television Awards de 2016, 2018 e 2019, e o BAFTA TV Awards de Melhor Ator de Comédia e Melhor Comédia Roteirizada de 2016.
A série chegou ao fim em maio de 2018, quando dois episódios especiais foram transmitidos nos dias 7 e 28 de maio. O programa voltou para um especial no BBC iPlayer em abril de 2020, em meio à pandemia de COVID-19.

## Elenco
- Peter Kay como John Redmond
- Sian Gibson como Kayleigh Kitson
- Danny Swarsbrick como Ted (8 episódios)
- Guy Garvey como Steve (4 episódios)
- Vasant Mistry como Ted velho (2 episódios)
- Gemma Facinelli como Rachel (2 episódios)
- Philip Brady como Jim (1 episódio)
- Steve Royle como Jim (1 episódio, somente voz)
- Simon Greenall como Dave Thompson (1 episódio; somente voz)
- Reece Shearsmith como Ray (1 episódio)
- Conleth Hill como Elsie (1 episódio)

## Lista de episódios
| Temporada | Temporada | Episódios | Episódios | Originalmente exibido  | Originalmente exibido  |
| Temporada | Temporada | Episódios | Episódios | Estreia da temporada   | Final da temporada     |
| --------- | --------- | --------- | --------- | ---------------------- | ---------------------- |
|           | 1         | 6         | 6         | 29 de abril de 2015    | 22 de maio de 2015     |
|           | Especial  | 1         | 1         | 24 de dezembro de 2016 | 24 de dezembro de 2016 |
|           | 2         | 4         | 4         | 11 de abril de 2017    | 2 de maio de 2017      |
|           | 3         | 2         | 2         | 7 de maio de 2018      | 28 de maio de 2018     |
|           | Especial  | 1         | 1         | 10 de abril de 2020    | 10 de abril de 2020    |